# Amstel Gold Race 1973
L'Amstel Gold Race 1973 fou la 8a edició de l'Amstel Gold Race. La cursa es va disputar el 7 d'abril de 1973. El vencedor final va ser el belga Eddy Merckx, que va imposar-se en solitari amb més de tres minuts sobre el seu immediat perseguidor en la meta de Meerssen.
165 ciclistes hi van prendre part, acabant la cursa 28 d'ells.

## Classificació final
|    | Ciclista               | Equip                      | Temps      |
| -- | ---------------------- | -------------------------- | ---------- |
| 1  | Eddy Merckx            | Molteni                    | 6h 38' 16" |
| 2  | Frans Verbeeck         | Watney-Maes                | + 3' 13"   |
| 3  | Herman van Springel    | Rokado                     | + 3' 15"   |
| 4  | Joop Zoetemelk         | Gitane-Frigecreme          | + 3' 49"   |
| 5  | Hennie Kuiper          | Rokado                     | + 4' 15"   |
| 6  | Albert van Vlierberghe | Rokado                     | + 5' 35"   |
| 7  | Ronny de Witte         | Flandria-Shimano-Carpenter | + 5' 40"   |
| 8  | Freddy Maertens        | Flandria-Shimano-Carpenter | + 5' 59"   |
| 9  | Walter Godefroot       | Flandria-Shimano-Carpenter | + 8' 05"   |
| 10 | Santiago Lazcano       | KAS                        | + 8' 10"   |